# Ка Нове (Венеција)
Ка Нове (итал. Ca' Nove) је насеље у Италији у округу Венеција, региону Венето.
Према процени из 2011. у насељу је живело 249 становника. Насеље се налази на надморској висини од 8 м.